# Cylindropuntia acanthocarpa
Cylindropuntia acanthocarpa ist eine Pflanzenart aus der Gattung Cylindropuntia in der Familie der Kakteengewächse (Cactaceae). Das Artepitheton acanthocarpa  leitet sich von den griechischen Worten akanthos für ‚Dorn‘ sowie karpos für ‚Frucht‘ ab und verweist auf die mit Dornen bedeckten Früchte der Art. Englische Trivialnamen sind „Buckhorn Cholla“ und „Colorado Desert Cholla“.

## Beschreibung
Cylindropuntia acanthocarpa wächst strauchig bis baumförmig, ist spärlich bis reich verzweigt und erreicht Wuchshöhen von 1 bis 4 Meter. Auf den fest zusammenhängenden, 10 bis 50 Zentimeter langen und 2 bis 3 Zentimeter im Durchmesser messenden Triebabschnitten befinden deutlich erkennbare Höcker. Die elliptischen bis kreisrunden weiß, gelb oder lohfarben bewollten Areolen werden im Alter gräulich schwarz. Sie tragen gelbe bis braune Glochiden, die in unauffälligen Büscheln zusammenstehen. Die sechs bis 20 Dornen, gelegentlich sind bis zu 30 vorhanden, erscheinen mehrheitlich an den spitzennahen Areolen. Gelegentlich sind zusätzlich borstenartige Randdornen vorhanden. Ihre weißen bis grauen Scheiden sind gelb gespitzt. Die im Querschnitt runden, aufsteigenden bis spreizenden, gelb bis lohfarbenen bis tief rötlichbraune Hauptdornen vergrauen im Alter und sind 1,2 bis 3,8 Zentimeter lang. Basale Hauptdornen sind im Querschnitt häufig abgeflacht, abwärts gebogen bis spreizend und 1,2 bis 3,5 Zentimeter lang.
Die leuchtend gelben bis bronzefarbenen bis ziegelroten Blüten erreichen Längen von 2 bis 3 Zentimeter. Die trockenen, verkehrt konischen bis ellipsoiden Früchte werden bei Reife lohfarben. Sie können Dornen tragen.

## Verbreitung, Systematik und Gefährdung
Cylindropuntia acanthocarpa ist in den Vereinigten Staaten in den Bundesstaaten Kalifornien, Utah, Arizona und Nevada sowie im benachbarten mexikanischen Bundesstaat Sonora in Höhenlagen von 300 bis 1300 Metern verbreitet.
Die Erstbeschreibung als Opuntia acanthocarpa von George Engelmann und John Milton Bigelow wurde 1856 veröffentlicht. Frederik Marcus Knuth stellte die Art 1936 in die Gattung Cylindropuntia. Ein weiteres nomenklatorisches Synonym ist Grusonia acanthocarpa (Engelm. & J.M.Bigelow) G.D.Rowley (2006).
Es werden folgende Unterarten unterschieden:
- Cylindropuntia acanthocarpa subsp. acanthocarpa
- Cylindropuntia acanthocarpa subsp. ramosa (Peebles) M.A.Baker & Cloud-H.
- Cylindropuntia acanthocarpa subsp. thornberi (Thornber & Bonker) Lodé

In der Roten Liste gefährdeter Arten der IUCN wird die Art als „Least Concern (LC)“, d. h. als nicht gefährdet geführt. Die Entwicklung der Populationen wird als stabil angesehen.

## Nutzung
Die Blütenknospen sind essbar, die Triebe werden medizinisch genutzt.

## Nachweise